# Železniško postajališče Okroglica
Železniško postajališče Okroglica je eno izmed železniških postajališč v Sloveniji, ki oskrbuje bližnji naselji Dombrava in Vogrsko, med katerima se nahaja.